# エドモン・ド・ベラミーの肖像
『エドモン・ド・ベラミーの肖像』（エドモン・ド・ベラミーのしょうぞう、英語: Edmond de Belamy）は、フランス・パリを拠点として活動する3人組のアーティスト集団オブヴィアスによって、人工知能アルゴリズムGANを用いて2018年に生成された絵画作品である。『Edmond de Belamy, from La Famille de Belamy』（ベラミ家のエドモン・ド・ベラミー）と題されて2018年10月25日にAIアートとして世界で初めてニューヨークのオークションハウスクリスティーズに出品され、432,500ドルで落札された。制作当初、オブヴィアスは本作品の創作の過程には関与していないと発表を行ったが、AI自体は表現の意図を持たないため、人間が指向し設定を行わなければ絵の生成はできないとして他のAIアーティスト達から強い批判が行われた。

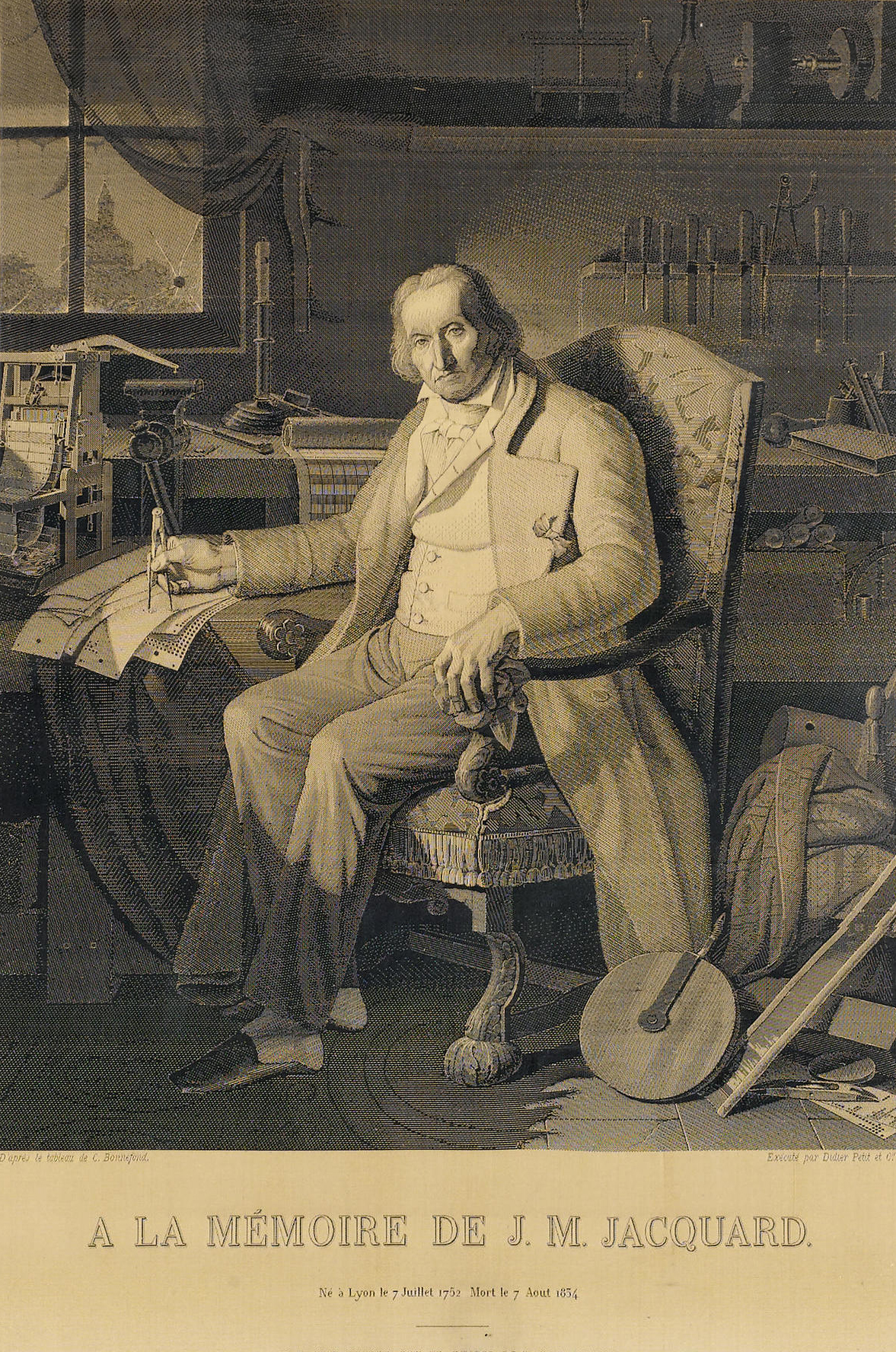
1837年に制作されたジャカード織機でタペストリーに織り込まれたジョゼフ・マリー・ジャカールの肖像画。パンチカードを使用して制作されたという性質から、最初のデジタル化された画像といえる作品となった。

## 背景
1956年のダートマス会議で「AI (Artificial Intelligence)」という言葉が創始される以前より、機械による芸術作品の制作活動は模索されており、古くは18世紀のメカニカル・タークが挙げられる。「トルコ人」と名付けられた人間相手にチェスを指す自動人形はハンガリーの発明家ヴォルフガング・フォン・ケンペレンによって開発され、見世物興行として大いに人気を博した。メカニカル・ターク自体は中に人間が隠れてチェスを指していたということが1837年に暴露されたが、後のコンピュータや人工知能に繋がる「機械が知性を持つ」という考えを芽生えさせる契機となった。
その後1801年にはコンピュータのパンチカードの原型ともいえるジャカード織機がフランスの発明家ジョゼフ・マリー・ジャカールによって発明された。パンチカードを入れ替えることで布の模様を容易に変えることができるというアイデアは「コンピュータの父」と言われるチャールズ・バベッジに引き継がれた。こうした経緯から1839年にジャカード織機を使用して制作されたジャカールの肖像画は、世界最古のデジタル画像とみなされている。その後バベッジとエイダ・ラブレスによって解析機関（蒸気機関で動作する最初の汎用コンピュータ）が考案されることとなったが、その際に述べた「コンピュータが何かを創造する、ゼロから作り出すことはない、なぜならコンピュータは我々が命令したことしかできないからだ」という洞察は、現代に至るAIの創造性に関する議論においても大きく影響を与えることになった。
1950年にはイギリスの数学者アラン・チューリングによってチューリング・テストが提案され、「機械が人の会話を真似できるようになれば、すなわち画面越しに文字で会話している相手を人間と会話していると勘違いさせることができた時点で、その機械には知性があると見なして良い」という解釈を誕生させた。これによりラブレスの洞察に反論を加え、コンピュータは創造性を持ちうるという説を展開し、「機械の知性」という分野における指針を示した。1957年にはイリノイ大学で開発されたコンピュータILLIAC Iを使用して自動作曲されたイリアック組曲が発表され、コンピュータを用いた制作活動という可能性を提示した。また同年、人工ニューラルネットワークという人間の脳を模したモデルが発明され、今日の機械学習の基盤ともいえる技術が登場した。
そして1968年にはロンドンの現代美術研究所(ICA)で世界初となるコンピュータアートの展覧会「サイバネティック・セレンディピティ」が開催され、創造性や芸術表現におけるコンピュータとの関わりについて重要な指針を示した。なかでもゴードン・パスクが発表した『The Colloquy of Mobiles』は、機械同士が自律的なエージェントとして相互作用する仕組みを活用したもので、現代におけるAIを使用した芸術表現の先駆け的な作品となった。

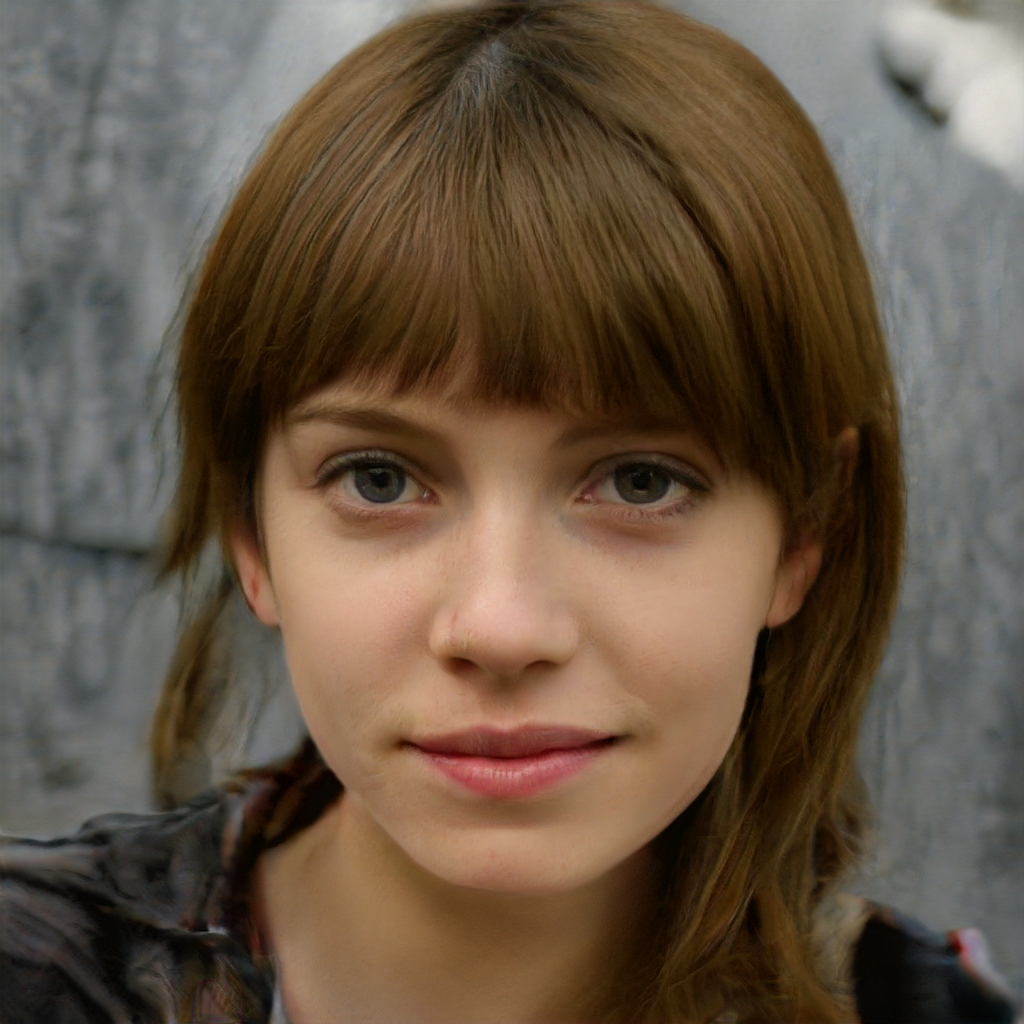
敵対的生成ネットワークのひとつであるStyleGANを使用して生成された架空の女性の肖像。

1972年になるとハロルド・コーエンによって絵画を制作するためのAIプログラムであるAARONが開発され、芸術分野におけるAIの利用が本格化された。その後、1990年代に入りアルゴリズムや数式を利用して作品を生成するジェネレーティブアートの概念が定着し、カール・シムズやウィリアム・レイサムといったジェネレーティブアートを活用した作品を制作する芸術家が現れるようになった。
2012年に畳み込みニューラルネットワークが登場すると画像認識の精度が飛躍的に向上し、2014年にイアン・グッドフェローらによって開発された本作品で用いられた敵対的生成ネットワーク(GAN)が発表され、AIアートを支える基礎技術となった。GANは「生成器」「識別器」と呼ばれる二つのニューラルネットワークを内包し、生成器は識別器を騙せるよう学習して作品を生成し、識別器は生成器が生成した作品を見抜けるよう学習し、互いに競い合うことで精度の向上を図るという仕組みが取られていた。GANのこの仕組みを使って制作された作品はフランソワ・ショレによってGAN表現主義(GANism)と名付けられた。

## 制作
ユーゴ・カセル＝デュプレ、ピエール・フォートレル、ゴーティエ・ヴェルニエの3人からなるアーティスト集団オブヴィアスは、GANのアルゴリズムを使用して2018年に『エドモン・ド・ベラミーの肖像』を制作した。オブヴィアスは14世紀から20世紀にかけて制作されたおよそ15,000枚の肖像画作品をインプットデータとして生成器で新しい画像の生成を行い、識別器で人間が描いたものとジェネレータが生成したものを見分けるよう訓練させ、違いが分からなくなるまでこのプロセスを繰り返すことで肖像画風の絵画的表現を新たに生成することに成功した。オブヴィアスは肖像画作品の収集にあたっては、同じくAIアーティストであるロビー・バラットがGitHubで公開していたコードを使用してオンラインアート百科事典サイトであるWikiArtを活用したと述べている。しかし、作品公開時やオークションで話題になった時にバラットの名を挙げていなかったことや制作過程の詳細を明らかにしていなかったことなどからバラットが訓練したデータを盗用して生成したのではないかと指摘され、問題視された（後述）。
肖像画を選定した理由についてデュプレは、アルゴリズムが創造性を模倣できるという主張を説明するためのデモンストレーションにおいて、肖像画というジャンルがもっとも効果的だったと述べている。GANの研究を行っているアーメド・エルガマルは、GANで出力される作品の多くが抽象的であるという点に注目し、これまでの人類の芸術の歴史を俯瞰したうえで、芸術が一定の軌道で進歩するということをアルゴリズムが理解しているためであると主張している。
こうしてGANが生成した美術作品の作者は誰なのかという問いかけに対する答えとして、『エドモン・ド・ベラミーの肖像』にはフランス語風の筆記体で次のような数式が署名として付与されている。
```

  

    

      

        

          
min

          

            

              
G

            

          

        

        

          
max

          

            

              
D

            

          

        

        

          
E

          

            
x

          

        

        

          
[

          

            
log

            
⁡

            
(

            

              

                
D

              

            

            
(

            
x

            
)

            
)

          

          
]

        

        
+

        

          
E

          

            
z

          

        

        

          
[

          

            
log

            
⁡

            
(

            
1

            
−

            

              

                
D

              

            

            
(

            

              

                
G

              

            

            
(

            
z

            
)

            
)

            
)

          

          
]

        

      

    

    
{\displaystyle \min _{\mathcal {G}}\max _{\mathcal {D}}E_{x}\left[\log({\mathcal {D}}(x))\right]+E_{z}\left[\log(1-{\mathcal {D}}({\mathcal {G}}(z)))\right]}

  

```

この署名は『エドモン・ド・ベラミーの肖像』がアルゴリズムの産物であることを示すために付与されたが、デュプレは本作品の作者について「作者がイメージを作り出す人を指しているのであれば、それは機械だ。作者がビジョンを持ち、メッセージを共有したい人を指しているのであれば、それは私たちだ」と述べている。
また、オブヴィアスは「ちょっとしたジョーク」と断りをいれてエドモン・ド・ベラミーに至るまでの生成結果画像を系図化し、「ベラミ―家の家系図」として公開している。そこには軍のサッシュを巻いたベラミー男爵、エカチェリーナ2世を彷彿とさせる伯爵夫人、ピンクシルクを羽織ったコケティッシュな男爵夫人などが、それぞれ名前を与えられて登場している。

## 作品

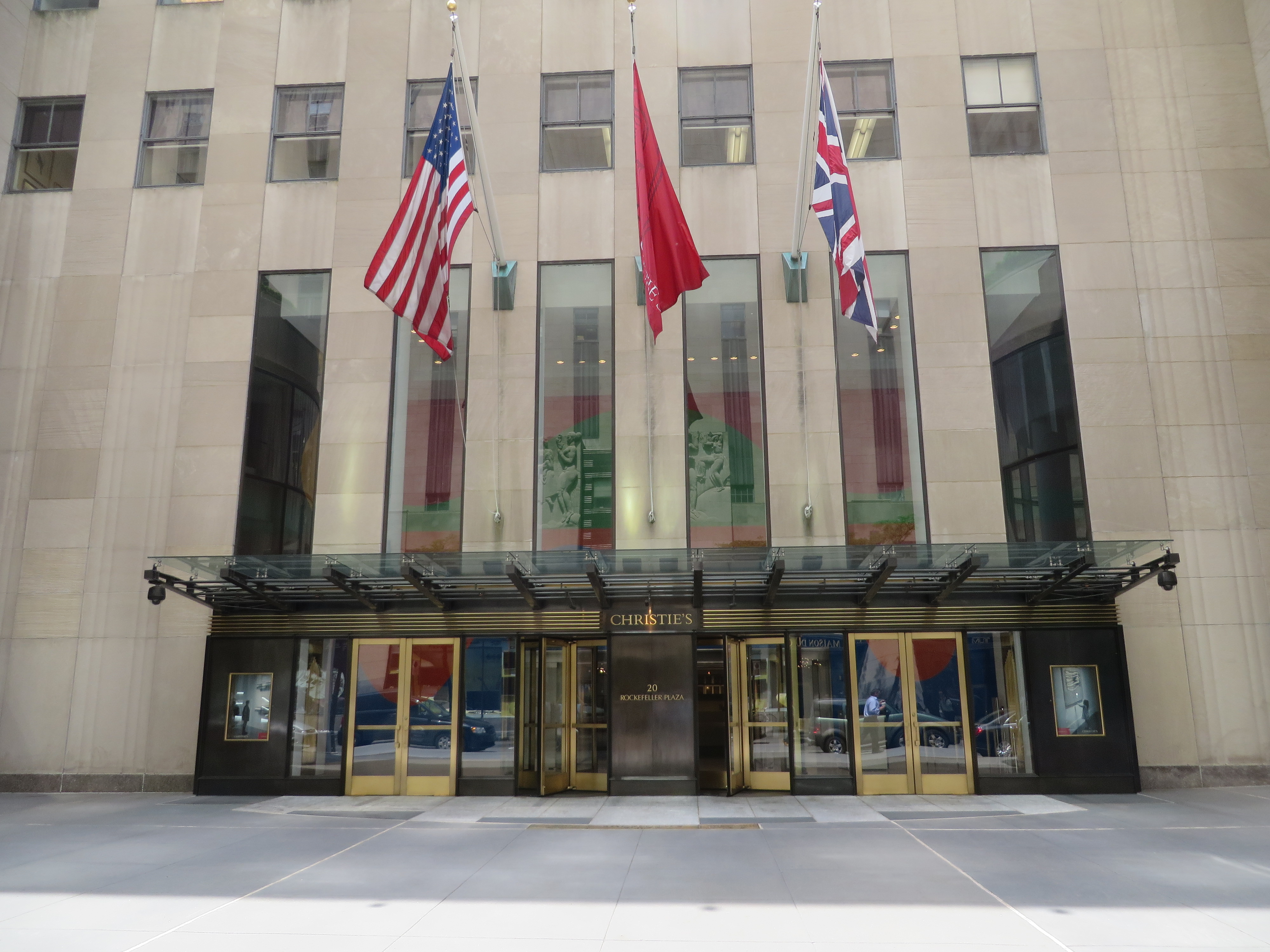
ニューヨークのクリスティーズ

作品は金色の額縁に収められて提供され、暗色のフロックコートと無地の白い服を身に纏ったフランス人紳士のように見える男性が描かれている。ところどころに空白があることや、その顔面が不明瞭なことから未完成の作品のようにも見受けられる。全体の構成はわずかに北西にずれており、その由来を示す手掛かりは先述の数式の署名と、画題にある「ベラミ家のエドモン・ド・ベラミー」という言葉のみである。本作品のオークション販売を手掛けたクリスティーズのリチャード・ロイドは、人間が直接的に描いたものでないという点以外において、本作品は肖像画とみなすことができると述べており、「私たちが250年間販売してきた種類の芸術作品である」と補足している。
2018年10月25日、本作品はニューヨークのクリスティーズに出品され、競売にかけられた。カタログにAIが生成した作品であることが明記され、事前の落札予想価格は7,000ドルから10,000ドルに設定されていた。競売が開始されると電話、オンライン、会場をまたいで6分間にわたる激しい入札合戦が繰り広げられ、事前予想をはるかに上回る350,000ドル（プレミアム込み432,500ドル）で落札された。落札したのは匿名で入札した電話入札者であった。版画、複製品を対象にしたこのオークションにおいて『エドモン・ド・ベラミーの肖像』は最後のロットであり、アンディ・ウォーホルの『Myths』（1981年）に次ぐ二番目の高額落札価格であった。
作品に付けられた「ベラミー」（bel ami）はフランス語で「良い友達」を意味しており、これはGANの開発者であるイアン・グッドフェローの「good feel」にちなんだ語呂合わせとなっている。

## 反応
『エドモン・ド・ベラミーの肖像』は生成AIの作品が世界で初めてオークションにかけられたという点や、予想を大きく上回る高額で落札されたということもあって人々の関心を集めた。当時19歳だったアメリカ合衆国、ウェストヴァージニア州に住むAIアーティスト、ロビー・バラットは、『エドモン・ド・ベラミーの肖像』は自身がオープンソースに公開したコードを用いて生成されたものと確信し、X上で自身で生成した作品と『エドモン・ド・ベラミーの肖像』を掲示し、「左：クリスティーズオークションに出されているAIが描いた肖像画／右：ぼくが訓練して1年以上前にネットで公開したニューラルネットワークの作品／なんでこんなものが話題になっているんだ？彼らはこのニューラルネットワークをパクッて、でき上がったものをそのまま売ってるって考えるのはおかしいのかな？」と批判した。
バラットは企業や研究機関などが公開しているオープンソースのコードを独学で学習し、AIを習得したひとりで、当初はカニエ・ウェスト風のラップの歌詞を書くAIや、GANを使用して風景画を生成させるAIなどを公開していた。興味の赴くままにAIにデータ学習を行わせていたが、その中でDeep convolutional GAN(DCGAN)と呼ばれる手法を用いて、絵画作品を生成することを思いついた。WikiArtからさまざまな様式の美術作品を抽出してAIに学習させるという処理をプログラミングで自動化させ、シュルレアリスム風の裸体や風景画、肖像画などを生成可能にした。これらのコードや学習済みのニューラルネットワークなどをGitHubに公開していた。
この指摘に対してオブヴィアスは、「肖像画を作成するために事前に訓練されたネットワークは使っていない」と釈明し、バラットのコードは『エドモン・ド・ベラミーの肖像』に与えるためのデータセットをWikiArtから拾ってくるために活用したが、訓練自体は自分たちで行っていると主張した。しかし後に「あなたの功績にもっときちんと触れるべきだった。本当にそう思っている。事態が大きくなりすぎて、わたしたちのコントロールを超えてしまった」としてバラットに謝罪した。
ドイツのAIアーティストであるマリオ・クリンゲマンは、実際の作業の90%はバラットによって行われたといっても過言ではないと指摘している。また、美術評論家のジョナサン・ジョーンズは、こうした生成AIの作品を芸術作品とは認めないとコメントを残している。